# Nicoline Sørensen
Nicoline Sørensen (Måløv, 15 agosto 1997) è un'ex calciatrice danese, di ruolo attaccante.

## Carriera

### Club
Nicoline Sørensen si avvicina al calcio fin da giovanissima, decidendo di tesserarsi con il Måløv Boldklub, società polisportiva con sede a Måløv, comune di Ballerup, per giocare nelle loro formazioni giovanili.
Notata per le sue prestazioni, viene chiamata dal Ballerup-Skovlunde Fodbold (BSF), dove fa il suo debutto in Elitedivisionen, massimo livello del campionato nazionale, con una formazione interamente femminile.
Nell'agosto 2013 Sørensen ha l'occasione di giocare da professionista in un campionato estero, sottoscrivendo un contratto con il LdB Malmö campione di Svezia venendo impiegata dalla stagione 2014 nella nuova realtà societaria, l'FC Rosengård. Inserita in rosa con le svedesi, condivide la vittoria in Damallsvenskan per entrambe le stagioni, tuttavia, data la difficoltà di trovare spazio, alla scadenza del contratto decide di non rinnovarlo, congedandosi dalla società di Malmö con un tabellino di nove presenze.
Nel febbraio 2015 Sørensen sottoscrive un accordo con il Brøndby, tornando a giocare in Danimarca, dove oltre ad essere potenzialmente impiegata con maggior frequenza ha l'occasione di recuperare il ritardo negli studi.
A fine settembre 2017 si è trasferita nuovamente in Svezia per giocare tra le file del Linköping. Dopo una stagione e mezza al Linköping, è tornata al Brøndby, realizzando una doppietta nella prima partita disputata in campionato.

### Nazionale
Nicoline Sørensen viene convocata dalla Federazione calcistica della Danimarca per rappresentare la propria nazione vestendo la maglia delle giovanili nazionale Under-16 e nazionale Under-17 fin dal 2012, facendo il suo debutto in un torneo UEFA il 29 settembre di quell'anno, in occasione delle qualificazioni all'edizione 2013 del campionato europeo di categoria, nella partita vinta 4-0 sulle avversarie della Macedonia.
Nel 2014, raggiunti i limiti d'età, viene inserita in rosa con la formazione nazionale Under-19 che partecipa al torneo di La Manga e di seguito alle qualificazioni delle edizioni 2015, 2016 e 2017 dell'europeo di categoria.
Dal 2016, inoltre, viene impiegata nella nazionale Under-23.
Grazie alle sue prestazioni nelle giovanili, nell'ottobre 2016 è inserita in rosa nella nazionale maggiore, selezionata per vestire la maglia della Danimarca impegnata in un tour in Cina in sostituzione dell'infortunata Nadia Nadim.

## Palmarès

### Club
- Campionato svedese: 2

Rosengård: 2014
Linköping: 2017
- Campionato danese: 2

Brøndby: 2016-2017, 2018-2019
- Coppa di Danimarca: 2

Brøndby: 2014-2015, 2016-2017

### Individuale
- Capocannoniere del campionato danese: 1

2019-2020 (16 reti)